# Velika Pristava
Velika Pristava este o localitate din comuna Pivka, Slovenia, cu o populație de 51 de locuitori.